# Rio Correntes (Mato Grosso do Sul)
O rio Correntes é um rio brasileiro que banha o estado de Mato Grosso do Sul. Em sua foz, junta-se com o rio Piqueri que é afluente do rio Cuiabá.
O rio Correntes, que deságua pela margem esquerda no rio Itiquira, no município de Sonora, possui nascentes a cerca de 660 metros de altitude e se estende por 240 km. Após percorrer cerca de 3 km em Sonora, ele passa a delimitar a fronteira com o estado de Mato Grosso, até seguir para o município de Corumbá. No entanto, no mapa topográfico Morro Formoso, do Ministério do Exército, ele é identificado como rio Piquiri. Apesar dessa referência, o nome oficial é Correntes, conforme estabelecido no art. 2.º da Lei Complementar n. 31 de 11-10-1977, que criou o estado de Mato Grosso do Sul, e confirmado em mapas do IBGE.